# Глубочица (Житомирская область)
Глубо́чица (укр. Глибочиця) — село в Житомирском районе Житомирской области Украины, основано в 1616 году.
Код КОАТУУ — 1822082001. Население по переписи 2001 года составляет 2726 человек. Почтовый индекс — 12403. Телефонный код — 412. Занимает площадь 3,185 км².

## История
В 1946 году указом ПВС УССР село Вацков переименовано в Глубочицу.

## Адрес местного совета
12403, Житомирская область, Житомирский р-н, с.Глубочица, ул.М.Грушевского, 4

## Известные жители и уроженцы
- Болошкевич, Екатерина Ивановна (род. 1939) — Герой Социалистического Труда.